# 克拉斯·諾丁
克拉斯·諾丁（Claes Nordin，1955年7月20日— )，是一名瑞典已退役男子羽球運動員。
克拉斯·諾丁在1980年歐洲羽球錦標賽中與斯特凡·卡爾森一起獲得男子雙打金牌。在此之前的1978年，兩人在該賽事獲得男子雙打銅牌。1979年，兩人在全英羽球公開錦標賽獲得男子雙打亞軍。1982年，他與拉爾斯·溫伯格一起獲得歐洲羽球錦標賽男子雙打銅牌。